# Bdellocephala angarensis olivacea
Bdellocephala angarensis olivacea is een platworm (Platyhelminthes). De worm is tweeslachtig. Deze ondersoort leeft in het zoete water van het Baikalmeer.
Het geslacht Bdellocephala, waarin de platworm wordt geplaatst, wordt tot de familie Dendrocoelidae gerekend. De wetenschappelijke naam van de ondersoort werd, als Podoplana olivacea, voor het eerst geldig gepubliceerd in 1912 door Korotneff.